# Dubidze (przystanek kolejowy)
Dubidze – przystanek kolejowy w Dubidzach-Kolonii (powiat pajęczański). Na przystanku zatrzymują się tylko pociągi osobowe.Aktualnie nie zatrzymuje się żaden pociąg jeżdżą tylko pociągi towarowe a perony zostały zlikwidowane

## Połączenia
- Chorzew Siemkowice
- Częstochowa
- Zduńska Wola